# فهرست رکوردهای دو و میدانی ایران
فهرست رکوردهای دو و میدانی ایران رکوردهای رسمی دو و میدانی ایران در بخش مردان و زنان بزرگسال، در جدول‌های این صفحه فهرست شده‌است.

## فضای باز

### زنان
| دو ۱۰۰ متر                      | ۱۰٫۰۳ (+1.2 m/s) | حسن تفتیان                                                            | ۹ تیر ۱۳۹۷       | Meeting de Paris                        | پاریس, فرانسه                | [ ۱ ]                   |              |        |
| دو ۱۰۰ متر                      | ۱۰٫۰۳ (−0.3 m/s) | حسن تفتیان                                                            | ۲ شهریور ۱۳۹۸    | Meeting de Paris                        | پاریس, فرانسه                | [ ۲ ]                   |              |        |
| دو ۲۰۰ متر                      | ۲۰٫۶۳ ثانیه(+1.0 m/s) a | محمدحسین ابارقی                                                       | ۲۴ خرداد ۱۳۹۴    | مسابقات قهرمانی دو و میدانی جوانان آسیا | تایپه، تایوان                |                         |              |        |
| دو ۴۰۰ متر                      | ۴۵.۴۰ ثانیه | سجاد هاشمی آهنگری                                                     | ۲۰ تیر۱۳۹۹       | جام ارزروم                              | ارزروم، ترکیه                | [ ۳ ]                   |              |        |
| دو ۸۰۰ متر                      | ۱:۴۴٫۷۴ دقیقه | سجاد مرادی                                                            | ۱۳ شهریور ۱۳۸۴   | قهرمانی آسیا                            | اینچئون، کره جنوبی           |                         |              |        |
| دو ۱۵۰۰ متر                     | ۳:۳۷٫۰۹ دقیقه | سجاد مرادی                                                            | ۲ آذر ۱۳۸۹       | بازی‌های آسیایی ۲۰۱۰                     | گوانگ‌ژو، جمهوری خلق چین      | [ ۴ ]                   |              |        |
| دو ۳۰۰۰ متر                     | ۸:۰۷٫۰۵ دقیقه | مهدی زارع‌نژاد                                                         | ۲۱ تیر ۱۳۸۱      | جام هُنوِد (Honvéd Cup)                   | بوداپست، مجارستان            |                         |              |        |
| دو ۵۰۰۰ متر                     | ۱۳:۵۳٫۴۰ دقیقه | حمید سجادی                                                            | ۲۰ مرداد ۱۳۷۴    | مسابقات جهانی دو و میدانی               | یوتبری، سوئد                 | [ ۵ ]                   |              |        |
| دو ۱۰۰۰۰ متر                    | ۲۹:۲۲٫۶۵ دقیقه | حمید سجادی                                                            | ۵ مرداد ۱۳۷۵     | بازی‌های المپیک ۱۹۹۶                     | آتلانتا، ایالات متحده آمریکا | [ ۶ ]                   |              |        |
| نیمه‌ماراتن                      | ۱:۰۵:۳۳ ساعت | محمدجعفر مرادی                                                        | ۳۱ فروردین ۱۳۹۷  | دو ماراتن باتومی                        | باتومی، گرجستان              | [ ۷ ]                   |              |        |
| ماراتن                          | ۲:۱۷:۱۴ ساعت | محمدجعفر مرادی                                                        | ۲۴ سپتامبر ۲۰۲۳  | ماراتن برلین                            | دبی، امارات متحده عربی       | [ ۸ ]                   |              |        |
| دو ۱۱۰ متر بامانع               | [[۱۳٫۵۰ ثانیه(+0.1 m/s) | روح الله عسگری                                                        | ۱۱ تیر ۱۳۹۱      | Guzman Kosanov Memorial                 | آلماتی، قزاقستان             | [ ۹ ]                   |              |        |
| دو ۴۰۰ متر بامانع               | ۴۹.۳۳ | مهدی پیرجهان                                                          | ۱۳۹۸             | مسابقات بین المللی هند                  | ۱۳۹۹                         | مرحله سوم لیگ باشگاه ها | تهران، ایران | [ ۱۰ ] |
| دو ۳۰۰۰ متر بامانع              | ۸:۲۲:۷۹ دقیقه | حسین کیهانی                                                           | ۶ شهریور ۱۳۹۷    | بازی‌های آسیایی                          | جاکارتا، اندونزی             | [ ۱۱ ]                  |              |        |
| پرش ارتفاع                      | ۲٫۲۶ | کیوان قنبرزاده                                                        | ۱ اردیبهشت ۱۳۹۱  | مسابقات قهرمانی کشور                    | شیراز، ایران                 | [ ۱۲ ]                  |              |        |
| پرش ارتفاع                      | ۲٫۲۶ | کیوان قنبرزاده                                                        | ۱ تیر ۱۳۹۴       | جایزه بزرگ آسیا                         | بانکوک، تایلند               | [ ۱۳ ]                  |              |        |
| پرش ارتفاع                      | ۲٫۲۶ | کیوان قنبرزاده                                                        | ۴ تیر ۱۳۹۴       | جایزه بزرگ آسیا                         | Pathum Thani, تایلند         | [ ۱۴ ]                  |              |        |
| پرش با نیزه                     | ۵٫۳۶ متر | محمدمحسن ربانی                                                        | ۱۶ مرداد ۱۳۸۸    | جام برتر ایران                          | تهران، ایران                 | [ ۱۵ ]                  |              |        |
| پرش طول                         | ۸٫۱۷ متر (+1.3 m/s) | محمد ارزنده                                                           | ۱۷ تیر ۱۳۹۱      | مسابقات انتخابی ملی المپیک              | تهران، ایران                 | [ ۱۶ ]                  |              |        |
| پرش سه‌گام                       | ۱۶.۶۲ متر | حمیدرضا کیا                                                           | ۱۴۰۰             | جام بین المللی امام رضا                 | مشهد، ایران                  | [ ۱۷ ]                  |              |        |
| پرتاب وزنه                      | ۲۰.۶۶ متر | شاهین مهردلان                                                         | ۱۴۰۰             | مسابقه جایزه بزرگ شهرکرد                | شهرکرد، ایران                | [ ۱۸ ]                  |              |        |
| پرتاب دیسک                      | ۶۹٫۳۲ متر (رکورد آسیا) | احسان حدادی                                                           | ۲۲ خرداد ۱۳۷۸    | EAA Meeting                             | تالین، استونی                | [ ۱۹ ]                  |              |        |
| پرتاب چکش                       | ۷۷٫۴۰ متر | کاوه موسوی                                                            | ۱۶ تیر ۱۳۹۴      | تورنمنت ایوان تسیخان                    | Zhyrovichy، بلاروس           | [ ۲۰ ]                  |              |        |
| پرتاب نیزه                      | ۷۷.۱۲ متر | علی فتحی گنجی                                                         | ۲۲ فروردین ۱۴۰۲  | جام رمضان                               | تهران، ایران                 | [ ۲۱ ]                  |              |        |
| دهگانه                          | ۷۷۲۹ امتیاز | هادی سپهرزاد                                                          | ۴ و ۵ خرداد ۱۳۹۱ | جام برتر ایران                          | تهران، ایران                 | [ ۲۲ ]                  |              |        |
| دهگانه                          | ‏۱۰٫۸۲ ثانیه (۱۰۰ متر)، ۶٫۹۴ متر (پرش طول)، ۱۶٫۲۴ متر (پرتاب وزنه)، ۱٫۹۴ متر (پرش ارتفاع)، ۴۹٫۸۲ ثانیه (۴۰۰ متر) / ۱۴٫۸۰ ثانیه (۱۱۰ بامانع)، ۴۹٫۱۱ متر (پرتاب دیسک)، ۴٫۴۰ متر (پرش با نیزه)، ۵۲٫۶۶ متر (پرتاب نیزه)، ۵:۰۹٫۵۹ دقیقه (۱۵۰۰ متر) |                                                                       |                  |                                         |                              |                         |              |        |
| ۲۰ کیلومتر پیاده‌روی سرعت (جاده) | ۱:۲۲:۵۲ | حمیدرضا زوراوند                                                       | ۱ فروردین ۱۳۹۵   | Asian Championships                     | نومی، ایشیکاوا، ژاپن         | [ ۲۳ ]                  |              |        |
| پیاده‌روی سرعت (جاده)            | |                                                                       |                  |                                         |                              |                         |              |        |
| دو ۴ در ۱۰۰ متر امدادی          | ۳۹٫۶۹ | باشگاه فوتبال نفت تهران رضا قاسمی علیرضا حبیبی مهدی زمانی حسن تفتیان  | ۳۱ خرداد ۱۳۹۲    | جام برتر ایران                          | تهران، ایران                 | [ ۲۴ ]                  |              |        |
| دو ۴ در ۴۰۰ متر امدادی          | ۳:۰۷٫۵۷ | ایران · رضا بوعذار · سجاد مرادی · سجاد هاشمی آهنگری · ادوارد مانگاسار | ۲۹ شهریور ۱۳۸۹   | قهرمانی غرب آسیا                        | حلب، سوریه                   | [ ۲۵ ]                  |              |        |

| رویداد                          | رکورد | رکورددار                                                                          | تاریخ                  | نام مسابقه                             | مکان                                  | منابع           |        |
| ------------------------------- | --- | --------------------------------------------------------------------------------- | ---------------------- | -------------------------------------- | ------------------------------------- | --------------- | ------ |
| دو ۱۰۰ متر                      | ۱۱/۴۳ (-1.3 m/s) | حمیده اسماعیل نژاد                                                                | خرداد ماه ۱۴۰۲         | کاپ بین المللی ارزروم دوهای سرعت       | Turkey]ارزروم، ترکیه                  | [ ۲۶ ]          |        |
| دو ۲۰۰ متر                      | ۲۳٫۴۶ (+0.6 m/s) | مریم طوسی                                                                         | ۱۱ تیر ۱۳۹۱            | Guzman Kosanov Memorial                | آلماتی، قزاقستان                      | [ ۲۷ ]          |        |
| دو ۴۰۰ متر                      | ۵۲٫۹۵ | مریم طوسی                                                                         | ۱۹ اردیبهشت ۱۳۹۱       | جایزه بزرگ آسیا                        | بانکوک، تایلند                        | [ ۲۸ ]          |        |
| دو ۸۰۰ متر                      | ۲:۰۸.۸۶ دقیقه | تکتم دستاربندان                                                                   | ۲۱ خرداد ۱۴۰۲          | جایزه بزرگ                             | IRI تهران، ایران                      | [ ۲۹ ]          |        |
| دو ۱۵۰۰ متر                     | ۴:۲۷٫۷۳ دقیقه | لیلا ابراهیمی                                                                     | ۵ آذر ۱۳۹۸             | Asian Games                            | گوانگ‌ژو، جمهوری خلق چین               | [ ۳۰ ]          |        |
| دو ۳۰۰۰ متر                     | ۹:۵۴.۱۱ دقیقه | پریچهر شاهی                                                                       | تیر ۱۴۰۱               | مسابقات بین المللی باکو                | الگو:Country data Azr باکو، آذربایجان | [ ۳۱ ]          |        |
| دو ۵۰۰۰ متر                     | ۱۶:۳۷.۸۴ دقیقه | پریسا عرب                                                                         | ۲۱ خرداد ۱۴۰۲          | جایزه بزرگ                             | تهران، ایران                          | [ ۳۲ ]          |        |
| دو ۱۰۰۰۰ متر                    | ۳۴:۵۲.۵۶ دقیقه | پریسا عرب                                                                         | شهریور ۱۴۰۰            | لیگ برتر ایران                         | تهران، ایران                          | [ ۳۳ ]          |        |
| نیمه‌ماراتن                      | 1:16:55ساعت | ماندانا نوری                                                                      | 14 فروردین 1401        | نیمه‌ماراتن برلین                       | آلمان، آلمان                          | [ ۳۴ ]          |        |
| ماراتن                          | 2:45:19 | ماندانا نوری                                                                      | 14 آذر 1400            | ماراتن والنسیا                         | والنسیا، اسپانیا                      | [ ۳۵ ]          |        |
| دو ۱۰۰ متر بامانع               | ۱۳:۹۹ | فائزه آشورپور                                                                     | ۱۸ فروردین ۱۴۰۰        | مسابقه آغاز فصل                        | مشهد، ایران                           | [ ۳۶ ]          |        |
| دو ۴۰۰ متر بامانع               | 58:86 ثانیه | نازنین فاطمه عیدیان                                                               | اردیبهشت 1403          | مسابقات جوانان آسیا                    | دبی امارات                            |                 |        |
| دو ۳۰۰۰ متر بامانع              | ۱۰:۴۵.۶۴ دقیقه | سمیرا خداترس                                                                      | تیر ۱۴۰۱               | رکوردگیری دوهای نیمه استقامت و استقامت | گرگان، ایران                          | [ ۳۷ ]          |        |
| پرش ارتفاع                      | ۱٫۸۴ متر | سپیده توکلی                                                                       | ۳۱ فروردین ۱۳۹۷        | لیگ طلایی ایران                        | تهران، ایران                          | [ ۳۷ ]          |        |
| پرش با نیزه                     | ۴.۰۳ متر | مهسا میرزاطبیبی                                                                   | لیگ باشگاهای دوومیدانی | شهریور ۱۴۰۰                            | مسابقات دو و میدانی ترکیه             | استانبول، ترکیه | [ ۳۸ ] |
| پرش طول                         | ۶٫۴۰ متر | ریحانه مبینی                                                                      | شهریور ۱۴۰۰            | لیگ باشگاهی دوومیدانی                  | تهران، ایران                          | [ ۳۹ ] [ ۴۰ ]   |        |
| پرش سه‌گام                       | ۱۳٫۲۳ متر | جواهر زمانی                                                                       | ۱۰ اردیبهشت ۱۳۹۵       | قهرمانی کشور                           | شیراز، ایران                          | [ ۴۱ ]          |        |
| پرتاب وزنه                      | ۱۸٫۱۸ متر | لیلا رجبی                                                                         | ۱۵ تیر ۱۳۹۲            | Asian Championships                    | پونه، هند                             | [ ۴۲ ]          |        |
| پرتاب دیسک                      | ۵۱٫۴۹ متر | ژاله کاردان                                                                       | ۱۵ فروردین ۱۳۹۸        | قهرمانی آسیا                           | دوحه، قطر                             |                 |        |
| پرتاب چکش                       | ۵۷.۳۳ متر | زهرا عرب رستمی                                                                    | مهر ۱۴۰۰               | مسابقات لیگ باشگاهی دوومیدانی          | IRI}} تهران، ایران                    | [ ۴۳ ]          |        |
| پرتاب نیزه                      | ۵۱٫۱۵ متر | سحر ضیایی                                                                         | ۳۱ اردیبهشت ۱۳۹۷       | لیگ طلایی ایران                        | تهران، ایران                          | [ ۳۷ ]          |        |
| هفتگانه                         | ۵۴۴۳ امتیاز | سپیده توکلی                                                                       | ۱۳ و ۱۴ خرداد ۱۳۹۴     | Asian Championships                    | ووهان، جمهوری خلق چین                 | [ ۴۴ ]          |        |
| هفتگانه                         | ‏۱۴٫۹۲ ثانیه (−0.9 m/s)‏ (۱۰۰ متر بامانع), ۱٫۸۰ متر (پرش ارتفاع)، ۱۳٫۷۶ (پرتاب وزنه)، ۲۶٫۴۷ ثانیه (−0.4 m/s) (۲۰۰ متر)، ۵٫۶۴ (+1.3 m/s) (پرش طول)، ۳۵٫۹۵ متر (پرتاب نیزه)، ۲:۲۵٫۷۹ دقیقه (۸۰۰ متر) |                                                                                   |                        |                                        |                                       |                 |        |
| پیاده‌روی سرعت (track)           | ۵۲:۳۱٫۰۰ | زهرا جعفرآبادی                                                                    | ۲۱ مرداد ۱۳۹۶          | لیگ برتر ایران                         | تهران، ایران                          | [ ۴۵ ]          |        |
| ۲۰ کیلومتر پیاده‌روی سرعت (جاده) | ۱:۵۹:۴۹ | زهرا جعفرآبادی                                                                    | ۳۰ خرداد ۱۳۹۷          | قهرمانی کشور                           | مشهد، ایران                           | [ ۴۶ ]          |        |
| دو ۴ در ۱۰۰ متر امدادی          | ۴۶.۱۴ | الگو:باشگاه چادر ملو اردکان فرزانه فصیحی ساناز امیری پور فائزه آشورپور فاطمه ادبی | ۱۳ شهریور ۱۴۰۱         | لیگ باشگاهی ایران                      | تهران، ایران                          |                 |        |
| دو ۴ در ۴۰۰ متر امدادی          | ۳:۵۱/۰۴ | نازنین فاطمه عیدیان تکتم دستاربندان کژان رستمی نگین عدالت                         | 1402                   | لیگ برتر ایران                         | تهران، ایران                          | [ ۴۷ ]          |        |

## داخل سالن

### مردان
| رویداد                 | رکورد | رکورددار                                                      | تاریخ           | نام مسابقه                        | مکان                   | منابع  |
| ---------------------- | --- | ------------------------------------------------------------- | --------------- | --------------------------------- | ---------------------- | ------ |
| دو ۶۰ متر              | ۶٫۵۱ | حسن تفتیان                                                    | ۱۳ بهمن ۱۳۹۶    | Asian Championships               | تهران، ایران           | [ ۴۸ ] |
| دو ۲۰۰ متر             | ۲۱٫۲۱ ثانیه | سجاد هاشمی آهنگرانی                                           | ۱۳۹۹            | ، ترکیه                           |                        |        |
| دو ۴۰۰ متر             | ۴۶٫۹۵ ثانیه | علی خدیور                                                     | ۲۹ بهمن ۱۳۹۶    | جام ترکیه                         | استانبول، ترکیه        | [ ۴۹ ] |
| دو ۸۰۰ متر             | ۱:۴۸٫۲۶ دقیقه | مصطفی ابراهیمی                                                | ۲ اسفند ۱۳۹۴    | Asian Championships               | دوحه، قطر              | [ ۵۰ ] |
| دو ۱۵۰۰ متر            | ۳:۴۸٫۳۲ دقیقه | حمید سجادی                                                    | ۱۳ اسفند ۱۳۶۷   | World Championships               | بوداپست، مجارستان      |        |
| دو ۳۰۰۰ متر            | ۸:۰۷٫۰۹ | حسین کیهانی                                                   | ۲۸ شهریور ۱۳۹۶  | Asian Indoor & Martial Arts Games | عشق‌آباد، ترکمنستان     | [ ۵۱ ] |
| دو ۶۰ متر بامانع       | ۷٫۸۲ ثانیه | روح‌الله عسکری                                                 | ۱۹ بهمن ۱۳۸۲    | Asian Championships               | تهران، ایران           |        |
| پرش ارتفاع             | ۲٫۲۶ متر | کیوان قنبرزاده                                                | ۲۸ شهریور ۱۳۹۶  | Asian Indoor & Martial Arts Games | عشق‌آباد، ترکمنستان     | [ ۵۲ ] |
| پرش با نیزه            | ۵٫۳۰ متر | محمدمحسن ربانی                                                | ۱۶ بهمن ۱۳۹۰    | جام فجر                           | مشهد، ایران            | [ ۵۳ ] |
| پرش طول                | ۷٫۸۰ متر | محمد ارزنده                                                   | ۲۶ بهمن ۱۳۹۲    | Asian Championships               | هانگژو، جمهوری خلق چین | [ ۵۴ ] |
| پرش سه‌گام              | ۱۶٫۳۵ متر | میلاد دَریساوی                                                 | ۲۴ بهمن ۲۰۱۵    | جام فجر                           | تهران، ایران           | [ ۵۵ ] |
| پرتاب وزنه             | ۲۰.۷۴ متر | شاهین مهردلان                                                 | ۱۳۹۸            | رقابت بین المللی مللی دهه فجر     | ایران                  |        |
| هفتگانه                | ۵۵۱۵ امتیاز | هادی سپهرزاد                                                  | ۱۵و ۱۶بهمن ۱۳۸۷ | Asian Championships               | دوحه، قطر              |        |
| هفتگانه                | ‏ ۷٫۰۶ ثانیه (۶۰ متر), ۶٫۹۷ متر (پرش طول), ۱۶٫۰۳ متر (پرتاب وزنه), ۱٫۹۳ متر (پرش ارتفاع), ۸٫۲۷ متر (۶۰ متر بامانع), ۴٫۰۰ متر (پرش با نیزه)، ۲:۵۴٫۲۰ دقیقه (۱۰۰۰ متر) |                                                               |                 |                                   |                        |        |
| پیاده‌روی سرعت          | ۲۰:۲۲٫۸۸ دقیقه | محمدرضا بنایی                                                 | ۲۱ بهمن ۱۳۷۸    | جام دوستی                         | رشت، ایران             |        |
| دو ۴ در ۴۰۰ متر امدادی | ۳:۱۱٫۷۴ دقیقه | ایران · رضا کاشف · علی خدیور · مهدی رحیمی · سجاد هاشمی آهنگری | ۱۴ بهمن ۱۳۹۶    | Asian Championships               | تهران، ایران           | [ ۵۶ ] |

### زنان
| رویداد                 | رکورد | رکورددار                                     | تاریخ        | نام مسابقه                      | مکان                   | منابع  |
| ---------------------- | --- | -------------------------------------------- | ------------ | ------------------------------- | ---------------------- | ------ |
| دو ۶۰ متر              | ۷،۲۵ثانیه | فرزانه فصیحی                                 | ۲۷ بهمن ۹۸   | مسابقات کاپ استانبول            | استانبول، ترکیه        | [ ۵۷ ] |
| دو ۲۰۰ متر             | ۲۵٫۳۶ ثانیه | مائده چاوش‌زاده                               | ۱ بهمن ۱۳۸۲  | اردوی تیم ملی                   | تهران، ایران           |        |
| دو ۴۰۰ متر             | ۵۳٫۸۵ ثانیه | مریم طوسی                                    | ۲۹ بهمن ۱۳۹۰ | Asian Championships             | هانگژو، جمهوری خلق چین | [ ۵۸ ] |
| دو ۸۰۰ متر             | ۲:۰۹/۴۶ دقیقه | تکتم دستاربندان                              | اسفند ۱۴۰۰   | مسابقات قهرمانی کشور ترکیه      | ترکیه                  |        |
| دو ۱۵۰۰ متر            | ۴:۲۶٫۱۰ دقیقه | لیلا ابراهیمی                                | ۹ آبان ۱۳۸۸  | بازی‌های داخل سالن آسیا          | هانوی، ویتنام          |        |
| دو ۳۰۰۰ متر            | ۹:۴۸/۱۶ دقیقه | پریچهر شاهی                                  | اسفند ۱۴۰۰   | قهرمانی کشور ترکیه              | ترکیه،                 |        |
| دو ۶۰ متر بامانع       | ۸٫۴۶ ثانیه | الناز کمپانی                                 | ۱۳ بهمن ۱۳۹۶ | Asian Championships             | تهران، ایران           | [ ۵۹ ] |
| پرش ارتفاع             | ۱٫۸۳ متر c | سپیده توکلی                                  | ۱۴ بهمن ۱۳۹۶ | Asian Championships             | تهران، ایران           | [ ۶۰ ] |
| پرش با نیزه            | ۴.۰۰ متر | مهسا میرزا طبیبی                             | دی ۱۴۰۰      | قهرمانی داخل سالن باشگاهای کشور | تهران، ایران           | [ ۶۱ ] |
| پرش طول                | ۶.۰۹ متر | ریحانه مبینی                                 | دی ۱۳۹۹      | لیگ داخل سالن باشگاهی           | تهران، ایران           |        |
| پرش سه‌گام              | ۱۲٫۶۹ متر | سارینا ساعدی                                 | دی ۱۴۰۰      | اردوی تیم ملی                   | ترکیه                  | [ ۶۲ ] |
| پرتاب وزنه             | ۱۷٫۶۰ | لیلا رجبی                                    | ۳۰ دی ۱۳۹۰   | اردوی تیم ملی                   | تهران، ایران           | [ ۶۳ ] |
| پرتاب وزنه             | ۱۷٫۶۰ | لیلا رجبی                                    | ۱۵ بهمن ۱۳۹۰ | جام فجر                         | مشهد، ایران            | [ ۶۴ ] |
| پنجگانه                | ۴۰۳۸ امتیاز | سپیده توکلی                                  | ۱۴ بهمن ۱۳۹۶ | Asian Championships             | تهران، ایران           | [ ۶۵ ] |
| پنجگانه                | ‏۹٫۰۰ ثانیه (۶۰ متر بامانع)، ۱٫۸۳ متر (پرش ارتفاع)، ۱۲٫۴۱ متر (پرتاب وزنه)، ۵٫۶۱ متر (پرش طول)، ۲:۳۰٫۰۵ دقیقه (۸۰۰ متر) |                                              |              |                                 |                        |        |
| پیاده‌روی سرعت          | ۱۵:۴۳٫۶۴ دقیقه | آمنه صفوی                                    | ۳ مهر ۱۳۸۴   | Women's Islamic Games           | تهران، ایران           |        |
| دو ۴ در ۴۰۰ متر امدادی | ۳:۵۱٫۳۹ دقیقه | مریم محبی زهرا مرادی فائزه نسایی الهام کاکلی | ۱۴ بهمن ۱۳۹۶ | تهران، ایران                    | Asian Championships    | [ ۶۶ ] |

## نکات
- ^a  در ۲۶ ژوئیهٔ ۲۰۱۵ محمدحسین ابارقی در مسابقات گرامیداشت Guzman Kosanov زمان ۲۰:۴۷ را ثبت کرد اما بعدها به علت نقض دوپینگ لغو شد.
- ^b  مورد تأیید AAFIRI نیست.
- ^c  رکورد در حین مسابقات پنجگانه به‌دست آمد.